# Vuelta a España 1964
La 19.ª edición de la Vuelta a España se disputó del 30 de abril al 16 de mayo de 1964, con un recorrido de 2921 km dividido en 17 etapas, dos de ellas dobles, con inicio en Benidorm y final en Madrid.
Tomaron la salida 80 corredores, 28 de ellos españoles, repartidos en 8 equipos de los que sólo lograron finalizar la prueba 49 ciclistas.
El vencedor, Raymond Poulidor, cubrió la prueba a una velocidad media de 36,633 km/h y basó su triunfo en su buen rendimiento en la última contrarreloj. José Pérez-Francés logró la clasificación por puntos y Julio Jiménez la de la montaña.
De las etapas disputadas, siete fueron ganadas por ciclistas españoles.

## Etapas
| Etapa | Recorrido              | Km       | Ganador de la etapa | Líder de la clasificación general |
| 1.ª a | Benidorm-Benidorm      | 42       | Edward Sels         | Edward Sels                       |
| 1.ª b | Benidorm-Benidorm      | 11 (CRI) | Eusebio Vélez       | Eusebio Vélez                     |
| 2.ª   | Benidorm-Nules         | 199      | Rik Van Looy        | Rik Van Looy                      |
| 3.ª   | Nules-Salou            | 212      | Frans Melckenbeeck  | Rik Van Looy                      |
| 4.ª a | Salou-Barcelona        | 115      | Armand Desmet       | Rik Van Looy                      |
| 4.ª b | Barcelona-Barcelona    | 49       | Antonio Barrutia    | Rik Van Looy                      |
| 5.ª   | Barcelona-Puigcerdá    | 174      | Julio Jiménez       | Rik Van Looy                      |
| 6.ª   | Puigcerdá-Lérida       | 187      | Frans Melckenbeeck  | José Pérez-Francés                |
| 7.ª   | Lérida-Jaca            | 201      | Julio Sanz Sanz     | José Pérez-Francés                |
| 8.ª   | Jaca-Pamplona          | 205      | Michel Stolker      | José Pérez-Francés                |
| 9.ª   | Pamplona-San Sebastián | 205      | Luis Otaño          | Luis Otaño                        |
| 10.ª  | San Sebastián-Bilbao   | 197      | Henri De Wolf       | Luis Otaño                        |
| 11.ª  | Bilbao-Vitoria         | 107      | Victor Van Schil    | Luis Otaño                        |
| 12.ª  | Vitoria-Santander      | 211      | Barry Hoban         | Luis Otaño                        |
| 13.ª  | Santander-Avilés       | 230      | Barry Hoban         | Luis Otaño                        |
| 14.ª  | Avilés-León            | 163      | Julio Jiménez       | Julio Jiménez                     |
| 15.ª  | Becilla-Valladolid     | 65 (CRI) | Raymond Poulidor    | Raymond Poulidor                  |
| 16.ª  | Valladolid-Madrid      | 209      | Antonio Barrutia    | Raymond Poulidor                  |
| 17.ª  | Madrid-Madrid          | 87       | Frans Melckenbeeck  | Raymond Poulidor                  |

## Equipos participantes
| Equipo     | Jefe de filas    |
| Kas        | Sebastián Elorza |
| Ferrys     | Miguel Pacheco   |
| Mercier-BP | Victor Van Schil |
| Portugal   | Agostino Correia |

| Equipo          | Jefe de filas      |
| Solo - Superia  | Rik Van Looy       |
| Países Bajos    | Clements Solaro    |
| Salvarani-Mixto | Armando Pellegrini |
| Inuri           | Ventura Díaz       |

## Clasificaciones
En esta edición de la Vuelta a España se diputaron cinco clasificaciones que dieron los siguientes resultados:
| \| 1. \| Raymond Poulidor \| Francia \| MER \| 78h 23' 35s \| \| \| 2. \| Luis Otaño \| España \| FER \| a 33s \| \| \| 3. \| José Pérez-Francés \| España \| FER \| a 1' 26s \| \| \| 4. \| Eusebio Vélez \| España \| KAS \| a 2' 04s \| \| \| 5. \| Julio Jiménez \| España \| KAS \| a 3' 16s \| \| \| 6. \| Fernando Manzaneque \| España \| FER \| a 4' 19s \| \| \| 7. \| Valentín Uriona \| España \| KAS \| a 6' 06s \| \| \| 8. \| José Antonio Momeñe \| España \| KAS \| a 9' 31s \| \| \| 9. \| Francisco Gabica \| España \| KAS \| a 9' 32s \| \| \| 10. \| Antonio Bertrán \| España \| FER \| a 11' 14s \| \| |                     |         |     |             |  |
| 1. | Raymond Poulidor    | Francia | MER | 78h 23' 35s |  |
| 2. | Luis Otaño          | España  | FER | a 33s       |  |
| 3. | José Pérez-Francés  | España  | FER | a 1' 26s    |  |
| 4. | Eusebio Vélez       | España  | KAS | a 2' 04s    |  |
| 5. | Julio Jiménez       | España  | KAS | a 3' 16s    |  |
| 6. | Fernando Manzaneque | España  | FER | a 4' 19s    |  |
| 7. | Valentín Uriona     | España  | KAS | a 6' 06s    |  |
| 8. | José Antonio Momeñe | España  | KAS | a 9' 31s    |  |
| 9. | Francisco Gabica    | España  | KAS | a 9' 32s    |  |
| 10. | Antonio Bertrán     | España  | FER | a 11' 14s   |  |

| \| 1. \| José Pérez-Francés \| España \| FER \| 167 puntos \| \| 2. \| Arthur De Cabooter \| Bélgica \| SOL \| 107 puntos \| \| 3. \| Raymond Poulidor \| Francia \| MER \| 76 puntos \| |                    |         |     |            |
| 1. | José Pérez-Francés | España  | FER | 167 puntos |
| 2. | Arthur De Cabooter | Bélgica | SOL | 107 puntos |
| 3. | Raymond Poulidor   | Francia | MER | 76 puntos  |

| \| 1. \| Julio Jiménez \| España \| KAS \| 76 puntos \| \| 2. \| José Pérez-Francés \| España \| FER \| 59 puntos \| \| 3. \| Ventura Díaz \| España \| INU \| 48 puntos \| |                    |        |     |           |
| 1. | Julio Jiménez      | España | KAS | 76 puntos |
| 2. | José Pérez-Francés | España | FER | 59 puntos |
| 3. | Ventura Díaz       | España | INU | 48 puntos |

| \| 1. \| Antonio Bertrán \| España \| FER \| 22 puntos \| |                 |        |     |           |
| 1.                                                        | Antonio Bertrán | España | FER | 22 puntos |

| \| 1. \| Kas \| España \| KAS \| 234h 42' 55s \| |     |        |     |              |
| 1.                                               | Kas | España | KAS | 234h 42' 55s |